# Shadow Wilson

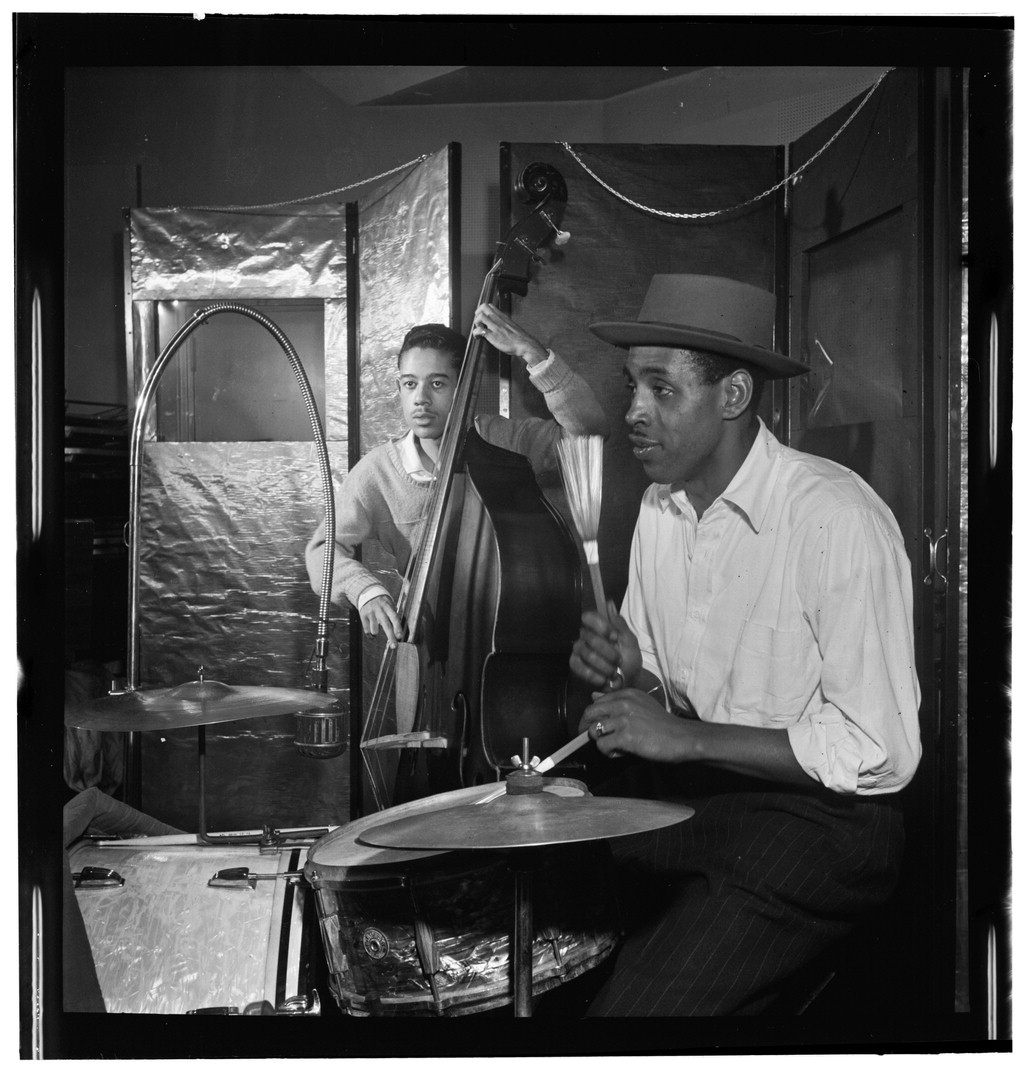
Shadow Wilson (vorn) in den 1940er Jahren.
Fotografie von William P. Gottlieb.

Rossiere „Shadow“ Wilson  (* 25. September 1919 in Yonkers, NY; † 11. Juli 1959 in New York) war ein US-amerikanischer Jazz-Schlagzeuger, der sich sowohl als Bigband-Drummer als auch in kleinen Gruppen (in den 1950er Jahren) einen Namen machte.
Wilson begann 1939 in der Bigband von Lucky Millinder und arbeitete danach in vielen großen Bigbands der Swing-Ära: Benny Carter, Tiny Bradshaw (1940), Lionel Hampton 1940/1941, Earl Hines 1941 bis 1943, Count Basie (1944 bis 1946 und 1948) und Woody Herman 1949. Danach arbeitete er vornehmlich in kleineren Combos u. a. mit Illinois Jacquet, Erroll Garner und Thelonious Monk (dessen bevorzugter Schlagzeuger er nach den Worten von Thelonious Monk jr. war), Sonny Stitt, Lee Konitz und in der  Begleitband von Ella Fitzgerald. Er nahm auch mit Joe Newman, Una Mae Carlisle und Phil Woods auf.
Tom Lord verzeichnet in seiner Diskographie 146 Aufnahmesessions von 1938 und 1964 (zuerst mit Lucky Millinder).